# Distretto di Meerut
Meerut è un distretto dell'India di 3 001 636 abitanti. Capoluogo del distretto è Meerut.